# Оссовский, Лев Моисеевич
Лев Моисеевич Оссовский (Лейб Моисеевич Шпак-Оссовский; 22 апреля 1922, Одесса — 31 августа 2012, Москва) — советский и российский дирижёр, педагог. Директор и главный дирижёр Камерного музыкального театра им. Б. А. Покровского, Народный артист РСФСР, лауреат Государственной премии России (2003, за спектакли Московского государственного академического камерного музыкального театра «Сорочинская ярмарка» М. Мусоргского, «Юлий Цезарь и Клеопатра» Г. Ф. Генделя), профессор.

## Биография
Окончил музыкальную школу имени профессора П. С. Столярского при Одесской консерватории, затем — вначале военно-дирижёрский, а спустя несколько лет — дирижёрско-хоровой факультеты Московской государственной консерватории им. П. И. Чайковского. Участник Великой Отечественной войны в составе 139-го зенитного артиллерийского полка, дирижёр оркестра штаба Второго Прибалтийского фронта.
- 1948—1968 гг. — дирижёр, главный дирижёр Московского театра оперетты,
- 1968—1974 гг. — основатель, директор и главный дирижёр музыкального театра в г. Красноярск-26,
- 1974—1984 гг. — директор и главный дирижёр Куйбышевского академического театра оперы и балета. Здесь впервые в СССР поставлены оперы Л. Керубини «Медея», Д. Верди «Макбет», С. Слонимского «Мария Стюарт».
- 1984—2009 гг. — директор и главный дирижёр Камерного музыкального театра имени Б. А. Покровского. Совместно с художественным руководителем театра Борисом Александровичем Покровским им были поставлены самые разнообразные оперы, в том числе «Золотой телёнок» Т. Хренникова, «Дон Жуан, или Наказанный развратник» В. А. Моцарта, «Сорочинская ярмарка» М. Мусоргского, «Юлий Цезарь и Клеопатра» Г. Ф. Генделя и др.

Похоронен в Москве на Востряковском еврейском кладбище рядом с матерью Брухой Шмулевной Шпак (1901—1963)..

## Награды и звания
- Орден «За заслуги перед Отечеством» IV степени (11 апреля 2008) — за большой вклад в развитие музыкального искусства и многолетнюю творческую деятельность[3].
- Орден Дружбы (29 июля 2002) — за достигнутые трудовые успехи и многолетнюю добросовестную работу[4].
- Орден Отечественной войны II степени
- Двенадцать медалей ВОВ.
- Народный артист РСФСР (17 июля 1981).
- Заслуженный деятель искусств РСФСР (11 апреля 1972).
- Государственная премия Российской Федерации (2003).